# For His Child's Sake (film 1913 Carleton)
For His Child's Sake è un cortometraggio muto del 1913 diretto da Lloyd B. Carleton e prodotto dalla Lubin.

## Produzione
Il film fu prodotto dalla Lubin Manufacturing Company.

## Distribuzione
Distribuito dalla General Film Company, il film - un cortometraggio in una bobina - uscì nelle sale USA l'8 aprile 1913.